# Charles Lavialle
Émile Charles Jean Albéric Lavialle, né le 13 mars 1894 à Nantes et mort le 16 octobre 1965 au Kremlin-Bicêtre, est un acteur français.

## Biographie
Charles Lavialle fait partie de ces acteurs dont le nom est inconnu du grand public, mais dont on se souvient facilement du visage. Il collectionna les petits rôles au cinéma, comme chauffeur de taxi, fossoyeur, entrepreneur de pompes funèbres, concierge d'un théâtre, réceptionniste, entraîneur de boxe, garçon d'écurie, agent de police, facteur, vagabond… Il s'est également illustré maintes fois au théâtre et dans des téléfilms. On a pu le voir en particulier, à de nombreuses reprises, dans la série télévisée Les Cinq Dernières Minutes de Claude Loursais avec Raymond Souplex. Il apparaît aussi dans la série télévisée La caméra explore le temps.
Il est enterré au cimetière parisien d'Ivry (23e division).

## Filmographie

### Cinéma
- 1928 : Maldone de Jean Grémillon : le facteur
- 1936 : Le Crime de monsieur Lange de Jean Renoir : un ouvrier
- 1941 : Le soleil a toujours raison de Pierre Billon
- 1941 : Il était un foie de Michel Dulud (court métrage)
- 1941 : La Troisième Dalle de Michel Dulud
- 1942 : Les Petits Riens de Raymond Leboursier
- 1942 : La Belle Aventure de Marc Allégret : le maire
- 1942 : Simplet de Carlo Rim : le brigadier
- 1943 : Adieu Léonard de Pierre Prévert : le facteur
- 1944 : Cécile est morte de Maurice Tourneur : le raccommodeur de faïence
- 1943 : Adrien de Fernandel : un des trois gangsters
- 1945 : Félicie Nanteuil de Marc Allégret : M. Durville
- 1946 : Le Visiteur de Jean Dréville
- 1947 : Voyage Surprise de Pierre Prévert : M. Vandor
- 1947 : Danger de mort de Gilles Grangier : le receveur
- 1948 : Les Frères Bouquinquant de Louis Daquin : M. Thomas
- 1948 : L'Ombre d'André Berthomieu : Albert
- 1948 : Le Socle d'Alain Pol et Paul Colline (court métrage)
- 1949 : Le Cœur sur la main d'André Berthomieu : l'éditeur de musique
- 1949 : Jean de la Lune de Marcel Achard
- 1950 : Le Roi Pandore d'André Berthomieu : le vagabond qui n'a pas assez d'argent
- 1960 : Les Yeux sans visage de Georges Franju
- 1960 : La Pendule à Salomon de Vicky Ivernel
- 1962 : Le Monte-Charge de Marcel Bluwal
- 1962 : Le Septième Juré de Georges Lautner : le percepteur
- 1962 : Adieu Philippine de Jacques Rozier : le voisin
- 1963 : Les Tontons flingueurs de Georges Lautner : le chauffeur du taxi
- 1964 : La Peau douce de François Truffaut : le veilleur de nuit
- 1964 : Mata Hari, agent H 21 de Jean-Louis Richard
- 1965 : L'Or du duc de Jacques Baratier
- 1965 : Les Pieds dans le plâtre de Pierre Lary : le pépé
- 1966 : Mademoiselle de Tony Richardson : le fermier

### Télévision
- 1957 : En votre âme et conscience, épisode : Une femme honnête de Jean Prat
- 1958 : Les Cinq Dernières Minutes, épisode Réactions en chaîne de Claude Loursais : un manœuvre
- 1958 : Les Cinq Dernières Minutes, épisode L'habit fait le moine de Claude Loursais : Marescaux, le concierge du théâtre
- 1958 : Les Cinq Dernières Minutes, épisode Un crime dans le théâtre de Claude Loursais : Marescaux, le concierge du théâtre
- 1959 : Les Cinq Dernières Minutes, épisode Le Grain de sable de Claude Loursais : un agent
- 1959 : Les Cinq Dernières Minutes, épisode Dans le pétrin de Claude Loursais : le fossoyeur
- 1960-1961 : Le Fils du cirque, série télévisée de Bernard Hecht : le guide
- 1960 : Les Cinq Dernières Minutes, épisode Au fil de l'histoire de Claude Loursais
- 1960 : La caméra explore le temps, épisode La Nuit de Varennes de Stellio Lorenzi
- 1960 : Un poing final (Les Cinq Dernières Minutes) de Claude Loursais
- 1961 : L'Avoine et l'Oseille (Les Cinq Dernières Minutes no 22) de Claude Loursais
- 1961 : En votre âme et conscience, épisode : L'Affaire Courtois de  Jean-Pierre Marchand
- 1962 : Elle s'abaisse pour vaincre, téléfilm d'Étienne Fuselier
- 1962 : La Belle et son fantôme, téléfilm de Bernard Hecht
- 1962 : L'inspecteur Leclerc enquête, épisode Les Jumelles de Yannick Andreï
- 1962 : Les Cinq Dernières Minutes, épisode L’Épingle du jeu de Claude Loursais
- 1962 : Quatrevingt-treize, téléfilm d'Alain Boudet
- 1962 : Les Cinq Dernières Minutes épisode 26 : La Mort d'un casseur de Guy Lessertisseur
- 1963 : L'inspecteur Leclerc enquête de Maurice Delbez, épisode : Les revenants : Durand
- 1963 : L'Eau qui dort (Les Cinq Dernières Minutes no 28) de Claude Loursais
- 1963 : Une Affaire de famille (Les Cinq Dernières Minutes no 29), de Jean-Pierre Marchand
- 1963 : La caméra explore le temps, épisode La Vérité sur l'affaire du courrier de Lyon de Stellio Lorenzi
- 1964 : Les Aventures de Monsieur Pickwick, série télévisée de René Lucot
- 1964 : Les Cinq Dernières Minutes, épisode Fenêtre sur jardin de Claude Loursais
- 1964 : L'Abonné de la ligne U de Yannick Andreï
- 1965 : Gaspard des montagnes, téléfilm de Jean-Pierre Decourt
- 1965 : Le train bleu s'arrête 13 fois, épisode Dijon : premier courrier, de Mick Roussel

## Théâtre
- 1925 : La Vierge au grand cœur de François Porché, mise en scène Simone Le Bargy, Théâtre de la Renaissance
- 1947 : Montserrat de Emmanuel Roblès, mise en scène Georges Vandéric, Théâtre Montparnasse
- 1949 : Le Miracle de l'homme pauvre de Marian Hemar, mise en scène André Clavé, Centre dramatique de l'Est Théâtre municipal de Mulhouse
- 1949 : La Marâtre d'Honoré de Balzac, mise en scène Charles Dullin, Théâtre des Célestins
- 1949 : L'Avare de Molière, mise en scène Charles Dullin, Théâtre des Célestins
- 1950 : Le Miracle de l'homme pauvre de Marian Hemar, mise en scène André Clavé, Théâtre Montparnasse
- 1952 : La Puissance et la gloire de Graham Greene, mise en scène André Clavé, Théâtre de l'Œuvre
- 1953 : Le Songe d'une nuit d'été de William Shakespeare, mise en scène Michel Saint-Denis, Comédie de l'Est
- 1953 : On ne badine pas avec l'amour d'Alfred de Musset, mise en scène Michel Saint-Denis, Comédie de l'Est
- 1953 : Tessa, la nymphe au cœur fidèle de Jean Giraudoux, mise en scène Michel Saint-Denis, Comédie de l'Est
- 1954 : La Sauvage de Jean Anouilh, mise en scène Michel Saint-Denis, Comédie de l'Est
- 1955 : Juge de son honneur ou l'Alcade de Zalamea de Pedro Calderón de la Barca, mise en scène Daniel Leveugle, Comédie de l'Est
- 1956 : Le Voleur d'enfants de Jules Supervielle, mise en scène Michel Saint-Denis, Comédie de l'Est
- 1957 : Wako, l’abominable homme des neiges de Roger Duchemin, mise en scène Jean Le Poulain, Théâtre Hébertot
- 1958 : Les Pieds au mur de Jean Guitton, mise en scène Jean de Létraz, Théâtre du Palais-Royal
- 1958 : Ubu roi d'Alfred Jarry, mise en scène Jean Vilar, TNP Théâtre de Chaillot
- 1959 : On ne badine pas avec l'amour d'Alfred de Musset, mise en scène René Clair, TNP Théâtre de Chaillot
- 1959 : Les Petits Bourgeois de Maxime Gorki, mise en scène Grégory Chmara, Théâtre de l'Œuvre
- 1959 : Le Client du matin de Brendan Behan, mise en scène Georges Wilson, Théâtre de l'Œuvre
- 1959 : Le Pain des jules d'Ange Bastiani, mise en scène Jean Le Poulain, Théâtre des Arts
- 1960 : Ubu roi d'Alfred Jarry, mise en scène Jean Vilar, TNP Théâtre de Chaillot
- 1960 : La Résistible Ascension d'Arturo Ui de Bertolt Brecht, mise en scène Jean Vilar et Georges Wilson, TNP Théâtre de Chaillot
- 1961 : Piège pour un homme seul de Robert Thomas, mise en scène Jacques Charon, Théâtre des Célestins
- 1962 : A notre âge on a besoin d'amour de Jean Savy, mise en scène René Dupuy, Théâtre de l'Alliance française